# Karl von Buchka (Chemiker)

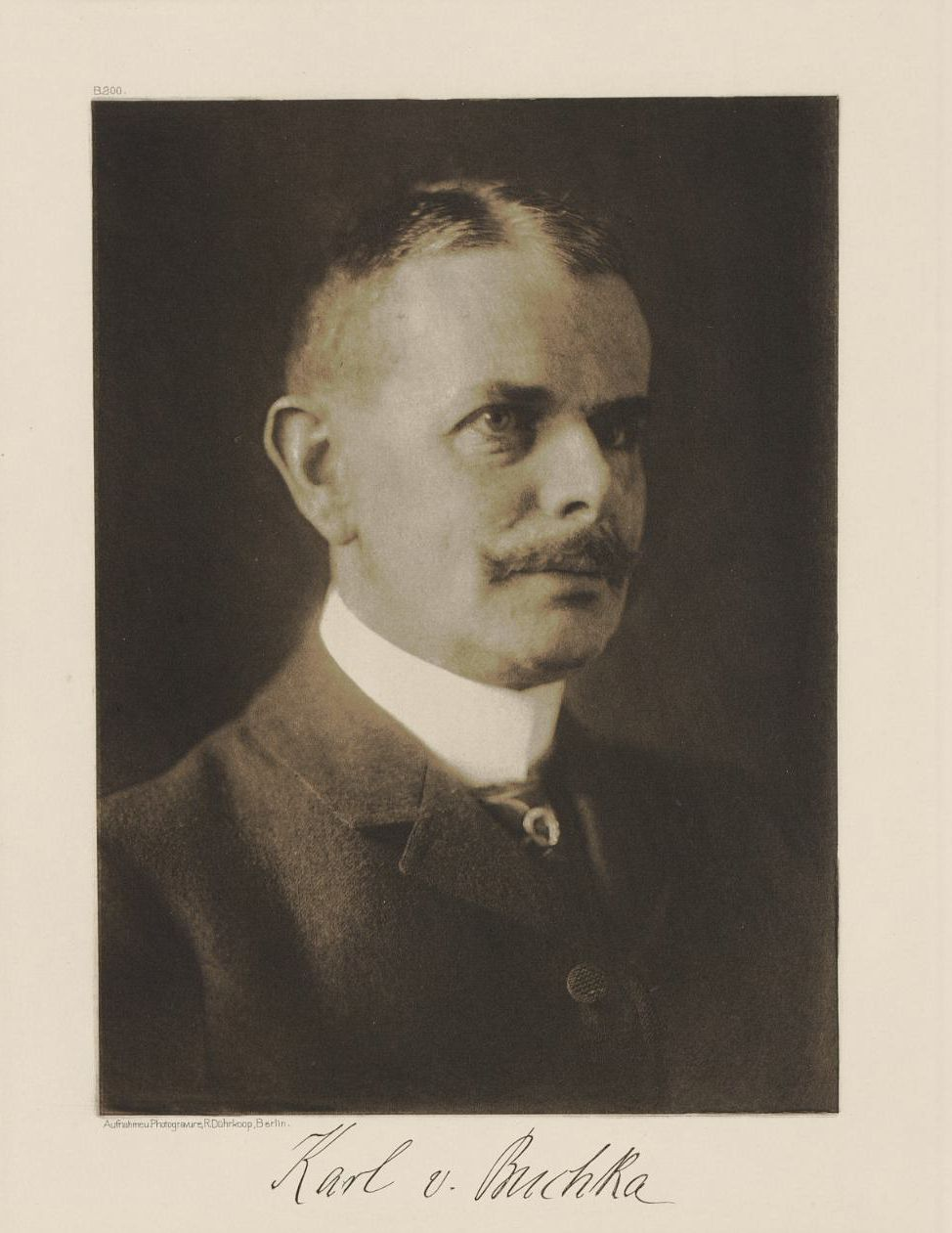
Karl von Buchka, 1907, Foto von Rudolf Dührkoop

Karl Heinrich von Buchka, auch Carl von Buchka (* 7. Mai 1856 in Rostock; † 16. Februar 1917 in Basel) war ein deutscher Chemiker, Hochschullehrer und Wirklicher Geheimer Oberregierungsrat.

## Leben
Karl von Buchka war ein Sohn des Juristen und späteren Staatsministers im Justizministerium von Mecklenburg-Schwerin Hermann von Buchka, der 1891 in den erblichen mecklenburgischen Adelsstand erhoben wurde, und seiner Frau Elisabeth, geb. von Stein (1829–1884). Gerhard von Buchka war sein Bruder.
Er besuchte das Gymnasium Fridericianum Schwerin und ging schon als 16-Jähriger 1872 an die Universität Göttingen, um Naturwissenschaften und Mathematik zu studieren. 1873 wurde er Mitglied des Corps Bremensia. Nach einem Semester an der Universität Greifswald als Mitglied des Corps Pomerania Greifswald 1873/74 ging er  nach Göttingen zurück, wo er 1877 mit 21 Jahren zum Dr. rer. nat. promoviert wurde. Von 1877 bis 1881 forschte und arbeitete er in München im Laboratorium der Akademie der  Wissenschaften unter Leitung von Adolf von Baeyer. Dann war er Assistent im Chemischen Laboratorium der Universität Göttingen bei Hans Hübner und nach dessen Tod 1884 bei Victor Meyer, zugleich wurde er Privatdozent. Von 1891 bis 1895 war er außerordentlicher Professor in Göttingen.
1896 zog Karl von Buchka nach Berlin, wo er bis zu seinem Lebensende als Reichsbeamter tätig geblieben ist. Er war zunächst Regierungsrat und Mitglied des Kaiserlichen Patentamts. Schon 1897 wurde er ins Kaiserliche Gesundheitsamt berufen, wo er die Leitung der naturwissenschaftlichen Versuchsabteilung übernahm. 1900 wurde er zum Mitglied des Reichsgesundheitsrats ernannt.
Ab 1896 war er zugleich Privatdozent an der Universität Berlin, ab 1897 Dozent für Nahrungsmittelchemie an der Technischen Hochschule zu Charlottenburg und später auch ständiges Mitglied des Kollegiums für Chemie und Hüttenkunde. Als Dozent für Nahrungsmittelchemie gehörte er auch der Kommission für die Hauptprüfung der Nahrungsmittelchemiker für Berlin als ständiges Mitglied an.
1902 erfolgte seine Berufung als Geheimer Regierungsrat und Vortragender Rat in das Reichsschatzamt mit der Aufgabe, dort die Technische Prüfungsstelle aufzubauen. 1906 wurde er zum Geheimen Oberregierungsrat befördert. Nach der Abtrennung der Prüfungsstelle vom Reichsschatzamt erfolgte 1908 seine Bestellung im Nebenamt zum Vorstand der von da ab als besondere Behörde eingerichteten Kaiserlichen Technischen Prüfungsstelle.

Zu seinem 60. Geburtstag 1916 wurde ihm der Charakter als Wirklicher Geheimer Oberregierungsrat mit dem Rang der Räte 1. Klasse verliehen. 

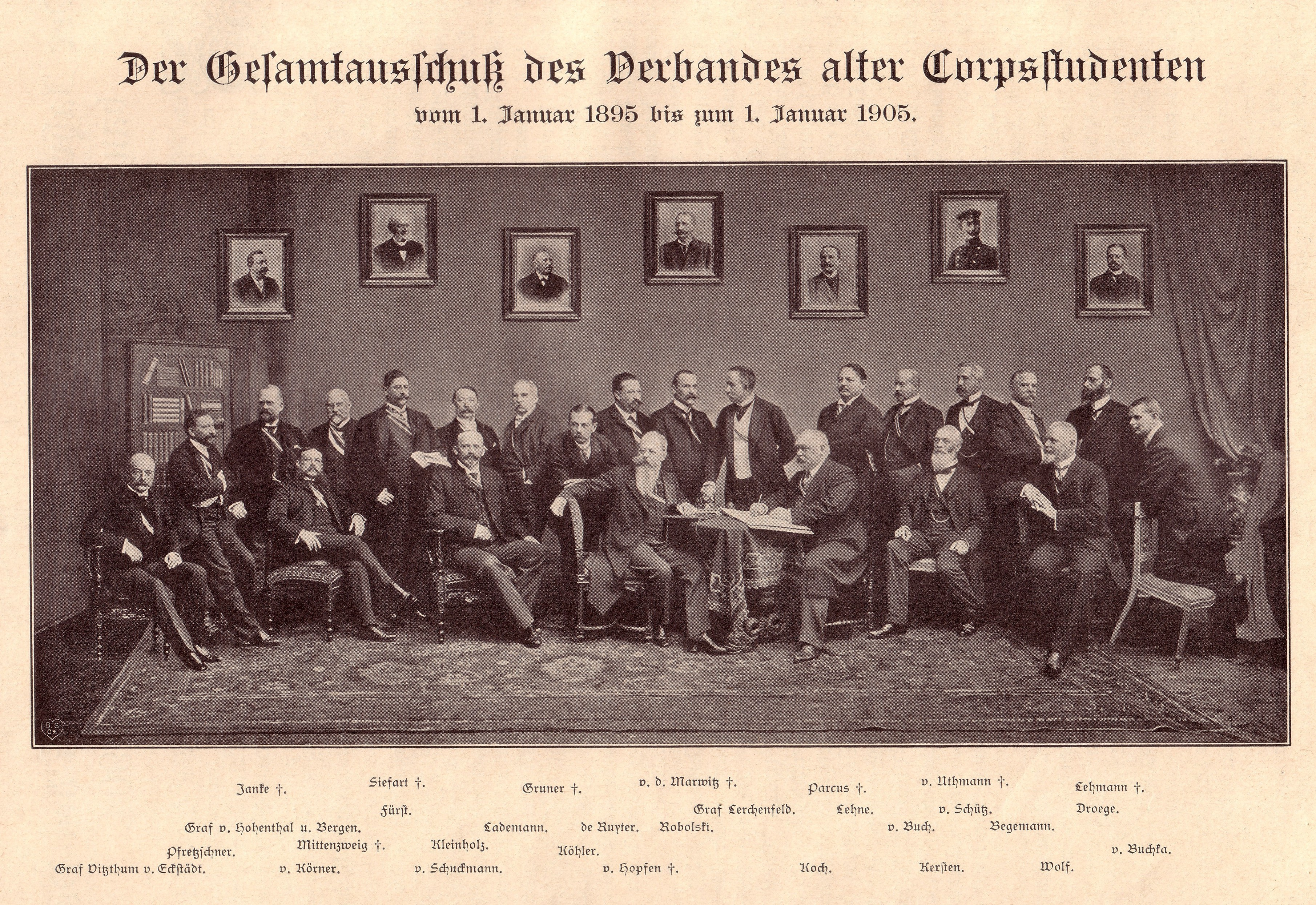
v. Buchka (ganz rechts) als Mitglied des Gesamtausschusses des Verbandes Alter Corpsstudenten

 Im Ehrenamt war Buchka von 1895 bis 1905 Mitglied des Gesamtausschusses des Verbandes Alter Corpsstudenten und dessen Kassenführer. Buchka starb auf einer Dienstreise in die Schweiz plötzlich an Herzschwäche.
Er war verheiratet mit Adelheid, geb. von Plato (1861–1937) aus Göttingen stammend, Tochter der Bertha Kern und des (hann.) Majors Carl von Plato. Das Paar hatte einen Sohn, Karl, und eine Tochter Annemarie, Dr. phil., Studienrätin, die unverheiratet in Berlin lebte.

## Auszeichnungen
- 1904 Roter Adlerorden 4. Klasse
- 1907 Roter Adlerorden 3. Klasse mit der Schleife

## Schriften (Auswahl)
- Über einige Nitroderivate des Acetophenon und über Phenoxylsäure. Göttingen 1877 (Diss.)
- Lehrbuch der analytischen Chemie. Leipzig [u. a.]: Deuticke 1891/92

Digitalisat von Band 1, Universitäts- und Landesbibliothek Düsseldorf
Digitalisat von Band 2, Universitäts- und Landesbibliothek Düsseldorf
- Die Nahrungsmittelgesetzgebung im Deutschen Reiche: eine Sammlung der Gesetze und wichtigsten Verordnungen betreffend den Verkehr mit Nahrungsmitteln, Genußmitteln und Gebrauchsgegenständen, nebst den amtlichen Anweisungen zur chemischen Untersuchung derselben. Berlin: Springer 1901

Digitalisat, Universitäts- und Landesbibliothek Düsseldorf
2. Auflage Berlin: Springer 1912
- Festschrift zum fünfzigjährigen Bestehen des Kösener S. C.-Verbandes. (Berlin), (1905)
- Das Lebensmittelgewerbe: ein Handbuch für Nahrungsmittelchemiker.

Bd. 1, Leipzig: Akadem. Verl.-Ges. 1914
Bd. 2, Leipzig: Akadem. Verl.-Ges. 1916
Bd. 3, Leipzig: Akadem. Verl.-Ges. 1918
- Nahrungsmittelindustrie. Berlin: Gobbing 1914